# 曼努埃尔·洛卡特利
曼努埃尔·洛卡特利（義大利語：Manuel Locatelli；1998年1月8日—），是一名意大利职业足球员，司職中場，現時效力於意甲球會尤文图斯，意大利國家足球隊成員。

## 俱乐部生涯
洛卡特利在亚特兰大足球俱乐部开始接受足球训练。11岁时，他转投AC米兰。加盟红黑军团后，洛卡特利逐级升入青年队。
2015年11月，时任米兰一线队主帅施尼沙·米赫洛域将17岁的洛卡特利提拔进一线队。直到下课，米赫洛域一直没有给洛卡特利上场的机会。赛季末段，克里斯蒂安·布罗基接替米赫洛域执掌米兰。2016年4月21日米兰主场与卡尔皮比赛的第87分钟，布罗基派洛卡特利替下安德雷·波利，洛卡特利迎来了首场职业比赛。5月14日，联赛最后一轮主场与罗马的比赛，洛卡特利首发出场，首次為球隊上陣。
2016年10月2日，洛卡特利打进了他的意甲首球。那是主场与萨索洛的比赛，第59分钟时洛卡特利替下队长蒙托利沃，这时米兰1比3落后。第69分钟巴卡点球扳回一分，第73分钟洛卡特利在大禁区线上一脚抽射将比分扳平。最后米兰4比3反败为胜。这场比赛前几个月，米兰已与洛卡特利续约至2020年夏天。10月22日，意甲第9轮主场与尤文图斯的比赛，洛卡特利打入全场唯一进球，帮助球队拿到3分。

### 尤文图斯
2021年8月18日，尤文图斯和薩斯索羅签下协议，先以两年租借的方式签下洛卡特利，而这之后，尤文图斯有义务以2500万欧元的价格購買該球員，转会费分三年支付，外加1250万欧元的潜在附加费。
2021年9月26日，洛卡特利為尤文图斯打進了他的第一個進球，這是主場3-2戰勝桑普多利亞的致勝一球。

## 国家队生涯
洛卡特利曾代表意大利U-17参加2015年歐洲U-17足球錦標賽，后来又进入意大利 U19与球队夺得2016年歐洲U-19足球錦標賽亚军。
2020年9月7日，洛卡特利首次代表意大利國家足球隊出場，在1-0擊敗荷蘭的2020–21年歐洲國家聯賽中首發出場。
2021年3月28日，洛卡特利在2022年世界盃外圍賽對陣保加利亞的比賽踢進了自己的第一個國際進球，幫助義大利隊以2-0獲得勝利。
2021年6月，洛卡特利入選了義大利參加2020年歐洲國家盃的大名單。7月11日，他隨隊獲得歐洲國家盃冠軍。

## 榮譽

### 球會
AC米蘭
- 意大利超級盃：2016年

 祖雲達斯
- 義大利盃冠軍：2023–24賽季[16]

### 國家隊
義大利
- 歐洲國家盃冠軍：2020[15]

### 勳章
- 5級／騎士－意大利共和國功勳騎士勳章：2021[17]

## 外部連結
- Soccerway資料庫：曼努埃尔·洛卡特利
- 曼努埃尔·洛卡特利在BDFutbol中的档案